# طرليوس
طُرُلِّيُوْس  أو التَنُّوم أو ترولليلوس (الاسم العلمي: Trollius)، هو جنس نباتات من فصيلة الحوذانية. أنواعه 30، ويرتبط أرتباطًا وثيقًا بالحوذان.
الاسم الشائع لبعض الأنواع هو زهرة العالم. أعطانه الأصيلة في المناطق المعتدلة الباردة في نصف الكرة الشمالي، مع أكبر تنوع للأنواع له في آسيا، عادًة ما ينمو في التربة الطينية الرطبة الثقيلة.